# نيلك
نَيْلَك أو سنديان الحورية (الاسم العلمي: Dryobalanops)، جنس نباتات مُزهرة من فصيلة مجنحية الثمر. اسم Dryobalanops مشتق من اليونانية (dryas = حورية مرتبطة بالسنديان وbalanops = سنديان) وصف لثمرته الشبيه بالجوز. الجنس يضم سبعة أنواع، محصورة في الغابات الاستوائية في غرب ماليزيا (سومطرة وشبه جزيرة ماليزيا وبورنيو). إنها من بين أكثر أنواع الأشجار الباسقة في هذه الغابات، يصل ارتفاعها إلى 80 مترًا.
الجنس لهُ أهمية كبيرة بوصفه شجر خشب ويباع تحت الاسم التجاري كَبور. تعتبر أخشابه من أخشاب البناء الثقيلة والمتينة. كان D. aromatica مصدرًا مهمًا للكافور.
عندما تبلغ الأشجار، فإنها تتجنب بشكل متبادل لمس بعضها البعض في ظاهرة تعرف باسم تاج الحياء.